# 大韓民国気象庁

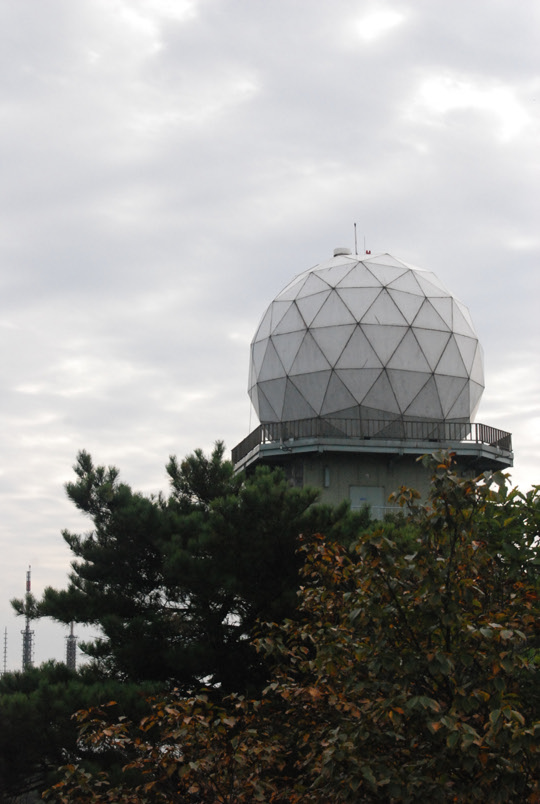
冠岳山気象レーダー

気象庁（きしょうちょう、Korea Meteorological Administration）は、韓国の環境部傘下の国家行政機関。役割は日本の気象庁とほぼ同じ。1990年12月に中央気象台から気象庁へと昇格した。本庁はソウル特別市銅雀区気象庁通り45にある。

## 沿革

### 前史

#### 朝鮮における近代的気象観測の始まり
- 1884年6月 - 日本内務省地理局(後の中央気象台)が、釜山の電信局員に気象観測を依託[1]。
- 1886年 - 仁川広域市、釜山、元山の税関が気象観測を開始する[1]。
- 1887年 - ロシア公使のカール・イバノビッチ・ヴェーバーが京城に気象機器を設置[1]。
- 1897年 - ロシア政府が仁川港小丘上に観測所を設置し、気象信号を開始[1]。

#### 気象観測事業の始まり
- 1904年3月 - 日露戦争に際し、日本軍の要求によって、大日本帝国文部省が釜山、木浦、仁川広域市、龍岩浦、元山に臨時観測所を設置し、中央気象台に臨時観測所官制が施行された (明治三十七年三月勅令第第六〇号)[2][3][4][1]。
- 1905年1月 - 文部省が城津に臨時観測所を設置[1]。
- 1907年2月 - 大韓帝国政府が農商工部に観測所官制を施行し、京城、平壌、大邱の三個所に観測所を設置[4][1]。事業の監督を統監府観測所に依託[1]。
- 1907年3月 -臨時観測所官制が廃止され[1]、統監府観測所官制が定まり[4]、気象観測事業が統監府に移管された[3][4]。仁川臨時観測所が観測所となり、残りの臨時観測所は観測支所となった[4]。
- 1908年4月 - 統監府観測所官制が廃止され、農商工部が釜山、木浦、仁川、龍岩浦、元山、城津の六個所の統監府観測所を無償で借り受けることとなった[5][2][4]。
- 1910年10月1日 - 日韓併合により、気象観測事業が朝鮮総督府通信局に移管された[6]。
- 1911年10月 - 江陵に測候所が設置される[1]。
- 1912年4月 - 気象観測事業が通信局から内務部の学務局に移管された[7]。
- 1914年5月 - 雄基と中江鎮に測候所が設置される[1]。
- 1916年前後 - 全鮮の気象観測網が完成[3]。
- 1924年10月 - 観測所に無線受信装置を設置[8]。日本内地の中央気象台および海洋気象台、沖縄、大連、樺太の大泊等からの気象通報を受信して、天気予報に活用しはじめた[8]。
- 1931年1月 - 龍岩浦の測候所が新義州に移転される[1]。
- 1933年8月 - 観測所に短波受信器を設置[8]。中国、南洋諸島、シベリアの観測データを取得して、天気予報に活用しはじめた[8]。
- 1945年9月 - 大日本帝国、敗戦により朝鮮の解放を要求され受諾。

### 発足後
- 1949年8月 - 国立中央観象台発足。
- 1963年2月 - 国立中央観象台を中央観象台に改称。
- 1967年4月 - 交通部から科学技術処に移管。
- 1978年 - 地震観測・記録を開始。
- 1982年1月 - 中央観象台を中央気象台に、地台を地方気象台に改称。
- 1990年12月 - 中央気象台から気象庁に昇格。
- 1992年3月 - 地方気象台を地方気象庁に、測候所を気象台に改称。
- 2005年7月 - 気象庁を次官級に格上げ。
- 2008年2月29日 - 科学技術部から環境部に移管。
- 2015年1月12日 - 首都圏気象庁を設置。
- 2015年6月 - 気象支庁を新設。

## 本庁組織

### 幹部
- 庁長（次官級　韓国では「長官」はアメリカ同様、行政府各部の長の職名）
  - 代弁人
- 次長
  - 企画調整官
    - 企画財政担当官
    - 創造行政担当官
    - 研究開発担当官
    - 国際協力担当官

  - 監査担当官

### 下部組織
- 運営支援課
- 予報局
  - 総括予報官（4名）
  - 予報政策課
  - 予報技術分析課
  - 国家台風センター
  - 防災気象チーム
- 観測基盤局
  - 地震火山管理官
  - 観測政策課
  - 計測技術課
  - 情報通信技術課
  - スーパーコンピューター運営課
  - 地震火山政策課
  - 地震火山監視課
- 気候科学局
  - 気候政策課
  - 気候予測課
  - 海洋気象課
  - 気候変化監視課
- 気象サービス振興局
  - 気象サービス政策課
  - 人力開発課
  - 国家機構データセンター
  - 気象技術融合チーム

## 国立気象科学院
気象研究業務を総轄する気象庁の所属機関。

## 地方気象庁
地方気象庁は水原・江陵・大田・光州・済州・釜山の6か所に置かれている。
地方気象庁では気象要素の気圧・気温・風向・風速・湿度・降水量・降雨の有無・日射量・日照時間・地面の温度・初霜温度などは縦貫気象観測装備（ASOS）で自動観測し、天気・視程・雲量・雲形・蒸発量・地中温度などを1時間ごとに手動観測する。積雪量は自動積雪観測装備または積雪板（または雪尺）で観測する。地方気象庁では管轄地域の広域予報と週間予報ができ、気象台より多くの気象公務員が勤務している。

### 気象台
気象台は7か所あり、その地域を管轄する地方気象庁に属している。気象観測所より多くの気象公務員が勤めており、気象観測所で観測する気象要素の気圧、気温、風向、風速、湿度、降水量、降雨の有無、日射量、日照時間、地面の温度、初霜温度などは縦貫気象観測装備（ASOS）で自動観測し、天気、視程、雲量、雲形、蒸発量、地中温度などは1時間ごとに手動観測する。積雪量は自動積雪観測装備または積雪板（または雪尺）で観測する。気象台では管轄地域の局地予報をする。

### 地方気象庁・気象支庁・気象台一覧

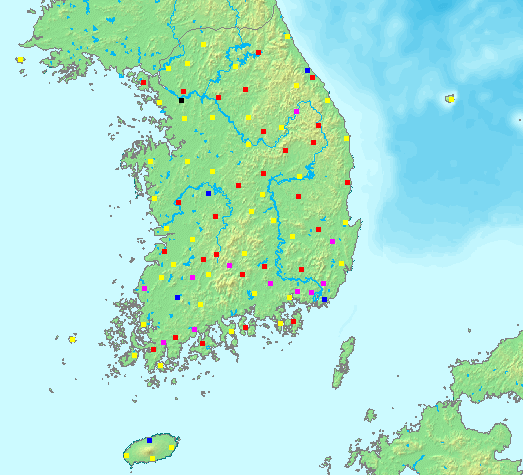
各気象官署の位置（黒：本庁、青：地方気象庁、黄：気象台、赤：気象観測所）

- 首都圏気象庁（管轄区域：ソウル特別市・仁川広域市・京畿道）
  - 仁川気象台
- 釜山地方気象庁（管轄区域：釜山広域市・蔚山広域市・慶尚南道）
  - 大邱気象支庁（管轄区域：大邱広域市・慶尚北道）
  - 安東気象台
  - 蔚山気象台
  - 昌原気象台
- 光州地方気象庁（管轄区域：光州広域市・全羅南道）
  - 全州気象支庁（管轄区域：全羅北道）
  - 木浦気象台
- 江原地方気象庁（管轄区域：江原特別自治道）
  - 春川気象台
- 大田地方気象庁（管轄区域：大田広域市・世宗特別自治市・忠清南道）
  - 清州気象支庁（管轄区域：忠清北道）
  - 洪城気象台
- 済州地方気象庁（管轄区域：済州特別自治道）

## 国家気象衛星センター
2009年、韓国初の多目的静止軌道衛星「通信海洋気象衛星（Communication, Ocean and Meteorological Satellite、略称COMS）」を運営するために設置された気象庁の所属機関。

## 気象レーダーセンター
冠岳山、九徳山、五聖山、眠峰山、広徳山、江陵、白翎島、珍島、城山、高山の各気象レーダーの運営をする。

## 航空気象庁
航空気象業務を総轄する気象庁の所属機関。航空気象庁の本庁は仁川国際空港にある。航空気象観測業務は自動化されており、韓国の各空港に航空気象観測装備（AMOS）を設置して風向、風速、気温、気圧、降水量などを観測している。

### 所属機関
- 金浦航空気象台
- 済州航空気象台
- 務安航空気象台
- 蔚山航空気象台
- 金海航空気象台
- 麗水航空気象室
- 襄陽航空気象室

## 自動気象観測装備（AWS）
自動気象観測装備（Automatic Weather System、AWS）は気象官署のない地域のために、大韓民国の各市・郡・区に500か所設置されており気象庁で運営する。AWSにて観測している気象要素は、基本降水の有無・降水量、気温、風向・風速の3要素の観測である。なお、気象官署間の空白の大きい地域ではこれに加えて気圧（2007年から）、湿度、積雪量計、雲高・雲量計、視程計（以上2010年から）なども追加観測できるようになっている。観測データは有線及び無線ネットワークを通じて1分ごとに送信され、気象庁で各AWSからのデータを受信し活用している。なお、数字の生データはライブ配信され、韓国全国を対象とするデータの分布図はAWSから得られたデータを元に5分ごとに自動更新され配信される。
AWS観測所の詳細
- 降水の有無：接触回路からのインピーダンスを検出する方式。降水があると電圧が発生されることにより降水を感知する。
- 降水量：転倒ます型雨量計による観測。観測単位0.5mm。
- 気温：電気式温度計による観測。白金の電気抵抗が温度によって変化することを利用した白金線の抵抗温度計を使っている。
- 風向・風速：風車式風速計による観測。風向は電位差計に検出される電圧による観測で、風速は風車の回転により発生する交流の周波数による観測。
- 気圧：気圧によりシリコンの隔膜が曲がり、電極板の間隙が変化することにより静電容量の変化する。その変化量を測定し気圧で変換する。
- 湿度：水の分子が高分子物質に吸着することで誘電率や静電容量が変化する。その変化量を測定し湿度で変換する。

各気象官署に設置されている縦貫気象観測装備（ASOS）も自動気象観測装備の一種だが、より多くの気象要素を観測する。このほか、各公共機関・空港などに設置されている防災用の観測装備からもデータが受信されてASOS・AWSとともに自動観測データとして活用されている。

## 天気ON
気象庁から国民に気象情報を迅速かつ正確に伝えるためのインターネット気象放送。2007年9月29日から試験運営され、2008年7月に正式に開局した。

## 天気予報の精度
韓国では、天気予報の的中率が低いことで気象庁への批判が高まっており、国会などでは気象庁の担当者が召喚されて叱責を受ける事態にまで発展している。